# Dagon (racconto)
Dagon è il secondo racconto di Howard Phillips Lovecraft, pubblicato sulla rivista Weird Tales (lo scrittore lo inviò ben cinque volte nel 1923, ma prima era già stato pubblicato sull'amatoriale The Vagrant nel novembre 1919).
Scritto nel luglio del 1917, prende il titolo dal dio mitologico Dagon (che compare nel Primo libro di Samuele) e narra, da un punto di vista soggettivo (come del resto quasi tutti i racconti dell'autore), una particolare vicenda accaduta anni prima ad un uomo adesso sull'orlo del suicidio (come si evince dalle prime righe dello scritto).

## Trama

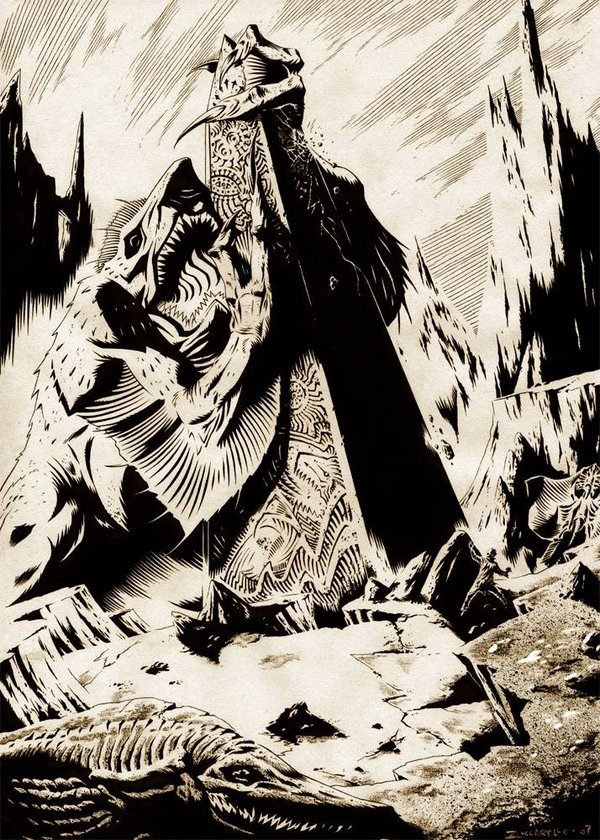
Dagon, illustrazione di Mario Zuccarello.

Prima di gettarsi dalla finestra della propria soffitta, il protagonista scrive di getto alcuni appunti sul suo stato mentale (ha finito tra l'altro la propria morfina, «la sola [cosa] che renda la [sua] vita sopportabile», e i mezzi di sostentamento), ricordando un'avventura occorsagli all'inizio della prima guerra mondiale. Fatto prigioniero da una nave tedesca nell'Oceano Pacifico, dopo soli cinque giorni riesce a fuggire, portando con sé pochi viveri su di una scialuppa; vaga alla deriva nel mare finché un pomeriggio, dopo essersi addormentato, si risveglia arenato su una sorta di isola dal terreno fangoso, grigio, ricoperto di pesci morti ed in putrefazione. L'uomo ipotizza che la causa della comparsa della terra, che non aveva mai notato in precedenza all'orizzonte, sia l'eruzione subitanea di un vulcano sottomarino; rimane qualche tempo presso la propria imbarcazione, quindi si decide a lasciarla per esplorare il territorio circostante.
Dopo giorni di cammino arriva a un crepaccio, al cui interno si trova acqua oceanica nella quale si specchia la Luna; sul versante opposto al suo si trova un enorme monolito decorato con bassorilievi a tema subacqueo. Mentre è teso in osservazione del monumento, la sua attenzione viene catturata da un gigantesco vortice marino dal quale, con sommo orrore dell'uomo, fuoriescono due arti titanici, seguiti da un altrettanto ciclopico corpo squamoso e viscido, ad abbracciare la pietra del monolito.
A questo punto, ridendo come un folle, e correndo ed urlando, il protagonista scappa risalendo il pendio verso la propria barca, presso la quale presumibilmente sviene, dato che si risveglia in una stanza d'ospedale a San Francisco.
La narrazione prosegue tornando al tempo presente, e la conclusione si avvicina, quando l'uomo sta appuntando questo scritto sul proprio diario; alla fine sente, o crede di sentire, il grattare di un'enorme mano, probabilmente la mano di Dagon stesso, viscida, alla porta, e le ultime parole lasciate sulla carta sono:
(Dagon, 1917)

## Critica
Dagon era un dio mesopotamico adorato dai Filistei (Primo libro di Samuele, 5, 2-7), ed il suo nome significa «grano». In effetti è una delle poche divinità del pantheon lovecraftiano (insieme a Nodens, dio celtico) ripresa da entità venerate realmente in epoche più o meno remote; dopo, infatti, sull'esempio di Lord Dunsany, lo scrittore cominciò a descrivere una serie di creature di propria invenzione, dando vita a una mitologia autonoma (denominata successivamente alla morte di Lovecraft «Miti di Cthulhu» o «Ciclo di Cthulhu», da uno degli immaginari dei più famosi).

## Trasposizioni
- Dagon - La mutazione del male è il titolo di un film, ispirato in realtà più al romanzo breve La maschera di Innsmouth (sempre di Lovecraft) che all'omonimo racconto, diretto nel 2001 da Stuart Gordon e sceneggiato da Dennis Paoli.
- Nel gioco di ruolo Il richiamo di Cthulhu, Dagon e Hydra sono due antichissimi esemplari della razza degli Abitatori del profondo (di cui sono i sovrani), cresciuti a dismisura, fino a raggiungere i 6 metri, e sopravvissuti per milioni di anni; è comunque possibile che ve ne siano altri di analoghe dimensioni.
- Nel 2015, il regista italiano Paolo Gaudio ha affermato di aver intenzione di realizzare un film omonimo basato sul racconto, realizzato in claymation come la sua precedente opera Fantasticherie di un passeggiatore solitario. Per supportare il progetto, Gaudio ha lanciato una campagna su Kickstarter.[1] Nel 2023 il regista ha iniziato la lavorazione del cortometraggio animato DAGON, prodotto da Emma Film.

## Edizioni
La versione ufficiale in lingua inglese del testo di Dagon, cui tutte le altre case editrici si sono conformate, è quella a cura di S. T. Joshi, pubblicata nel 1986 dalla Arkham House e raccolta in Dagon and Other Macabre Tales.
In Italia, il racconto si trova variamente (e con notevoli differenze anche interne) tradotto da diverse case editrici, ma le versioni maggiormente curate sono quelle della Newton&Compton (ne Le storie del Ciclo di Cthulhu, volume I: Il mito, a cura di Gianni Pilo e Sebastiano Fusco), e quella della Arnoldo Mondadori Editore (in Tutti i racconti 1897-1922, a cura di Giuseppe Lippi); entrambe presentano apparati critici e note esplicative relative a tutti i racconti contenuti.